# Định luật Avogadro
Năm 1811, nhà khoa học Italia là Amedeo Avogadro phát biểu định luật: Ở cùng nhiệt độ và áp suất, những thể tích bằng nhau của mọi chất khí cùng chứa một số phân tử.

## Công thức
{\displaystyle {\frac {V}{n}}=k}
V: thể tích chất khí
k: hằng số tỉ lệ
n: số mol khí
Sau đây là thể tích của một mol một số chất khí đo ở 00C và 1 atm:	
| Chất khí | Vtb (l) |
| H2       | 22,427  |
| CO2      | 22,264  |
| NH3      | 22,084  |
| CH3OCH3  | 21,856  |
Hệ quả của định luật: Ở nhiệt độ 00C và áp suất 1 atm, một mol chất khí bất kỳ đều có thể tích 22,4l
Hệ quả quan trọng nhất của định luật này là hằng số khí lý tưởng có cùng giá trị đối với tất cả các khí. Tức là:
{\displaystyle {\frac {p_{1}\cdot V_{1}}{T_{1}\cdot n_{1}}}={\frac {p_{2}\cdot V_{2}}{T_{2}\cdot n_{2}}}=constant}
với:
p là áp suất của khí
T là nhiệt độ của khí (độ K)